# 3 Monocerotis
3 Monocerotis, som är stjärnans Flamsteed-beteckning, är en dubbelstjärna  belägen i den södra delen av stjärnbilden Enhörningen. Den har en genomsnittlig, kombinerad skenbar magnitud på ca 4,92 och är svagt synlig för blotta ögat där ljusföroreningar ej förekommer. Baserat på parallax enligt Gaia Data Release 2 på ca 4,6 mas, beräknas den befinna sig på ett avstånd på ca 710 ljusår (ca 220 parsek) från solen. Den rör sig bort från solen med en heliocentrisk radialhastighet av ca 39 km/s.

## Egenskaper
Primärstjärnan 3 Monocerotis A är en blå till vit jättestjärna  av spektralklass B5 III, vilket betyder att den är en stjärna som har utvecklats bort från huvudserien. Den har en massa som är ca 5,9 solmassor, en radie som  är ca 4,5 solradier och utsänder ca 1 100 gånger mera energi än solen från dess fotosfär vid en effektiv temperatur av ca 15 000 K.
3 Monocerotis är en misstänkt variabel, som varierar mellan fotografisk magnitud +4,91 och 4,94 utan någon fastställd periodicitet.
Följeslagaren 3 Monocerotis B är en stjärna av magnitud 7,96 som ligger 1,9 bågsekunder separerad från primärstjärnan.